# Ustrój polityczny Sparty
Ustrój polityczny Sparty (gr. Λακεδαιμονίων πολιτεία, Lakedaimonion politeia) – traktat polityczno-ustrojowy autorstwa Ksenofonta z Aten. 

## Datacja
Datacja traktatu jest trudna do ustalenia. Ze względu na jego niewprawny styl, uczeni sugerują, że był on wyrazem wczesnej twórczości Ksenofonta powstałym ok. 395/3 lub 4 r. p.n.e. Możliwe jednak, że zostało ono opracowane później (być może nawet pośmiertnie) na podstawie jego notatek, ok. 350 r. p.n.e.  W samym tekście brak informacji na temat czasu powstania utworu.

## Dzieło i jego streszczenie
Dzieło jest jednym z podstawowych źródeł historycznych dotyczących starożytnej Sparty. Składa się z 15 rozdziałów. Wychwala zalety ustroju spartańskiego, kładąc nacisk na stosunki społeczne (wychowanie i obyczaje). Traktat miał za zadanie zapoznać Greków z ustrojem spartańskim. Jest daleki od obiektywizmu. W starożytności, z powodu ułomności stylistycznych języka, podawano w wątpliwość autorstwo Ksenofonta. Znany jest on przecież jako mistrz jasnego i prostego języka. Prawdopodobnie, że nie miał on czasu na opracowanie i wydanie dzieła.
Rozdział XIV zawiera negatywne opinie i zajmuje osobne miejsce. Autor prawdopodobnie napisał go na marginesie traktatu, a kopista umieścił w niewłaściwym miejscu (powinien być na początku lub na końcu dzieła).
Ustrój spartański dzieli się na sześć nierównych części:

### „Płodzenie potomstwa” (teknopoiia) (rozdział I)
Autor zastanawiał się nad tym, dlaczego Sparta z najmniejszą liczbą obywateli stała się najpotężniejszym państwem Hellady. Po poznaniu zwyczajów Spartiatów przestał się dziwić. Podziwiał i uważał za mędrca Likurga. Zapewnił on pomyślność ojczyzny, dzięki nadaniu jej odmiennego ustroju. Krytykował Greków za złe wychowywanie dziewcząt. Żywili je pokarmem zbożowym w umiarkowanych ilościach oraz jak najmniej mięsnym. Przebywały w odosobnieniu i przędły wełnę. Likurg uważał, że zadaniem kobiet wolnych było płodzenie potomstwa. Ustanowił dla obojga rodziców zawody biegowe i siłowe, żeby mieli silniejsze potomstwo. Uregulował kontakty między małżonkami do minimum, żeby odczuwali większy pociąg do siebie. Kazał zawierać małżeństwa w kwiecie wieku. Nakazał staremu mężowi, aby w celu prokreacji dał swoją żonę podziwanemu mężczyźnie. Pragnącemu znakomitego potomstwa pozwolił wziąć wielodzietną matkę, uzyskawszy pozwolenie jej męża. Zezwolił także na inne rzeczy.

### „Wychowanie” (paideia) (rozdziały II-IV)
Wychowanie dzieci było odmienne od innych państw. Inni Hellenowie oddawali swoich synów pod opiekę pedagogów i wysyłali do nauczycieli. Poza tym buty wydelikacały stopy, odzież rozpieszczała ciała a żołądki były miarą jedzenia. Likurg w przeciwieństwie do nich, powierzył  edukację chłopców (paides) pajdonomowi. Miał on prawo karać surowo za złe postępowanie. Pomagali mu młodzi mężczyźni z biczami. Chłopcy hartowali stopy chodząc boso. Likurg uważał, że oni lepiej będą szybciej biegać i wyżej skakać. Kazał także nosić jedną szatę na rok. Ciało w ten sposób przygotowywało się na chłody i upały. Żywność miała być dawana im tyle, aby nie doświadczali głodu. Odżywianie takie dawało smukłe i wyższe ciało. Prawodawca dopuścił kradzież jedzenia, aby uczyli się zręczności w zdobywaniu żywności. Za złe kradzenie karą była chłosta. Zaprowadził konkurs na najwięcej zabranych serów z ołtarza Artemidy Orthii. Chłopcy zawsze mieli mieć nad sobą przełożonego (II). Następnie autor opisał wychowanie młodzieńców (paidiskoi). Likurg obarczył ich wieloma obowiązkami. Zaszczepił w nich poczucie skromności, opanowania (III).  Na koniec było wychowanie młodych mężczyzn (hebontes). Likurg zadbał o nich najbardziej. Położył nacisk na rywalizację w dzielności. Mieli być zawsze najdzielniejszymi. Powinni byli dbać o dobrą kondycję, walcząc na pięści. Tym, którzy przekroczyli wiek młodzieńczy (30 lat), nakazał polowanie (IV).

### „Spartański styl życia” (diaita) (rozdziały V-X)
W rozdziale V autor opisał wspólne posiłki (syssitie). Likurg uważał, że to ograniczy lekceważenie rozkazów. Żywności miało być nie za dużo i nie za mało. Dodatkowe jedzenie pochodziło z polowania. Nakazał pić wino, kiedy jest pragnienie. Wymieszał starszych z młodszymi, aby ci drudzy korzystali z doświadczenia pierwszych. Po posiłku mieli wracać do domu pieszo. W nocy nie wolno było korzystać z pochodni. Następnie poruszył sprawę władzy nad dziećmi i niewolnikami. Dorośli mieli ją wspólną nad wszystkimi dziećmi. Mogli korzystać z cudzych dóbr, niewolników, psów myśliwskich, koni oraz żywności (VI). Likurg wprowadził zakaz uprawiania działalności zarobkowej. Uniemożliwił wzbogacenie się wprowadzając specjalny środek płatniczy (zajmował on tyle miejsca, że potrzeba było wozu do jego przewiezienia). Karało się za posiadanie złota i srebra (VII). Obywatele byli posłuszni władzom. Przy poparciu najpotężniejszych ustanowił władzę eforów, którzy posiadali prawo natychmiastowego wymierzania kar, takich jak odwołanie urzędników, nałożenie na nich więzienia lub kary śmierci (VIII). Ceniono piękną śmierć nad haniebne życie. Odważnym na polu walki zapewniono szczęśliwe życie, tchórzostwo zaś piętnowano, np. nakazem ustępowania na drodze młodszym, albo odmową chodzenia naoliwionym (IX). Likurg zatroszczył się o ludzi starszych. Oddał gerontom z geruzji osądzanie spraw zagrożonych śmiercią. Dzięki czemu starszyzna była najbardziej szanowana. Współzawodnictwo o urząd geronta było wśród obywateli cenione najwyżej (X).

### „Armia spartańska” (rozdziały XI-XII)
Eforowie ogłaszali, przez herolda, powołanie do wojska roczniki, a potem przyszłych rzemieślników.  Mieli oni za zadanie tworzyć sprzęty na potrzeby wojska, przewożone na wozach oraz zwierzętach. Likurg ustanowił kolor purpurowy dla hoplitów i nadał im spiżową tarczę. Dorosłym pozwolił zapuszczać długie włosy, aby byli dostojniejszymi i groźniejszymi. Wojsko podzielił na sześć mor jazdy i hoplitów. Mora posiadała polemarchę, 4 lochagów, 8 pentekosterów i 16 enomotarchów. Dowódcy stali w pierwszym szeregu szyku bojowego (XI). Likurg kazał rozbijać obóz na planie koła, jeżeli nie ma z tyłu gór, muru czy rzeki. Straże w dzień mieli strzec broni w obozie, natomiast wrogów obserwowali jeźdźcy. W nocy straż poza obozem mieli pełnić Skiryci, a teraz najemnicy. Lacedemończycy, ze względów bezpieczeństwa, zawsze chodzili z włócznią. Często przenosili obóz. W czasie wyprawy odbywali ćwiczenia fizyczne, następnie siadali celem przeglądu wojska. Potem jedli śniadanie, następnie odpoczywali przed ćwiczeniami wieczornymi. Na koniec przygotowywali wieczerzę (XII).

### „Uprawnienia królów” (rozdziały XIII i XV)
W czasie wyprawy król  i jego otoczenie byli utrzymywani na koszt państwa. Wraz z nim stołowali się polemarchowie, oraz trzech z grona Równych. Przed wyprawą król składał ofiarę Zeusowi Agetorowi i innym. Otrzymując dobrą wróżbę szedł z nosicielem ognia do granic kraju i składał ofiarę Zeusowi i Atenie. Po pomyślnych ofiarach przekraczał granice kraju. Ogień z ofiar był niesiony na przodzie wojska. Gdy miało dojść do bitwy, król brał agemę  z pierwszej mory i obracał ją w prawo, dopóki nie był między dwiema morami i dwoma polemarchami. Lacedemończycy mogli iść do walki namaszczeni, aby być radośni. Rozkazy trafiały do enomotarchy. Król miał prawo co do miejsca rozbicia obozu. Potrzebującym sprawiedliwości król odsyłał do hellanodików, pieniędzy do skarbników. Pełnił on tylko obowiązki kapłana i wodza (XIII). Likurg kazał królowi wykonywać wszystkie ofiary w imieniu państwa i prowadzić wojsko gdzie państwo je pośle. Nadał królom dary zaszczytne ze zwierząt ofiarnych oraz wybrane ziemie z miast periojków. Jedli oni podwójne porcje na wieczerzy w namiocie publicznym. Mogli dobrać po dwóch towarzyszy do stołu, zwanych Pytyjczykami. Przy domu mieli sadzawkę dającą wodę. Spartanie wstawali przed nimi z miejsc, oprócz eforów. Co miesiąc składali przysięgę, że będą panować zgodnie z prawami. Po ich śmierci Lacedemończycy otaczali czcią herosów (XV).

### „Negatywna ocena Sparty” (rozdział XIV)
Na pytanie o ciągłą niezmienność praw Likurga autor nie mógłby tego potwierdzić. Dawniej Lacedemończycy woleli żyć skromnie w kraju, niż ulegać zepsuciu jako harmostowie za granicą. Niektórzy, w przeciwieństwie do dawnych czasów, chwalili się posiadaniem złota. Dawniej wypędzano cudzoziemców, aby nie psuli obyczajów. Obecnie wydawało się, że starali się służyć jako harmości za granicą. Kiedyś zabiegali o godność dowództwa; teraz dbali tylko o panowanie. Dawniej proszono Lacedemończyków o przewodnictwo przeciwko niesprawiedliwości, teraz liczni zachęcali innych, by przeszkodzić im ponowne objęcie władzy. Nie trzeba dziwić się, gdy ich ganili. Nie byli oni posłuszni bogu oraz prawom Likurga.  
Traktat w języku polskim wydano:
- Bednarowski A., Wybór z dzieł Ksenofonta, Lwów-Warszawa 1925.
- Ksenofont, Sympozjon oraz wybór pism, przekł. i oprac. A. Rapaport, Ossolineum, Kraków 1929 (Biblioteka Narodowa, Seria II nr 39).
- Ksenofont, Wybór pism, oprac. Jerzy Schnayder, wyd. II zm., Ossolineum, Wrocław 1966 (Biblioteka Narodowa, Seria II nr 39).
- Ksenofont, Ustrój polityczny Sparty, przekł. pod kierunkiem R. Kuleszy, IH UW, Warszawa 2008 (Akme. Studia historica nr 1/2008), s. 5-12, ISBN 978-83-904596-9-1.